# Pudding

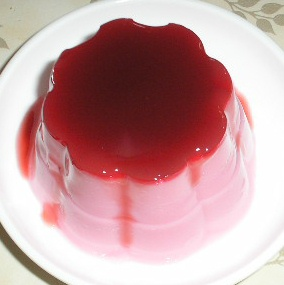
Frambozenpudding

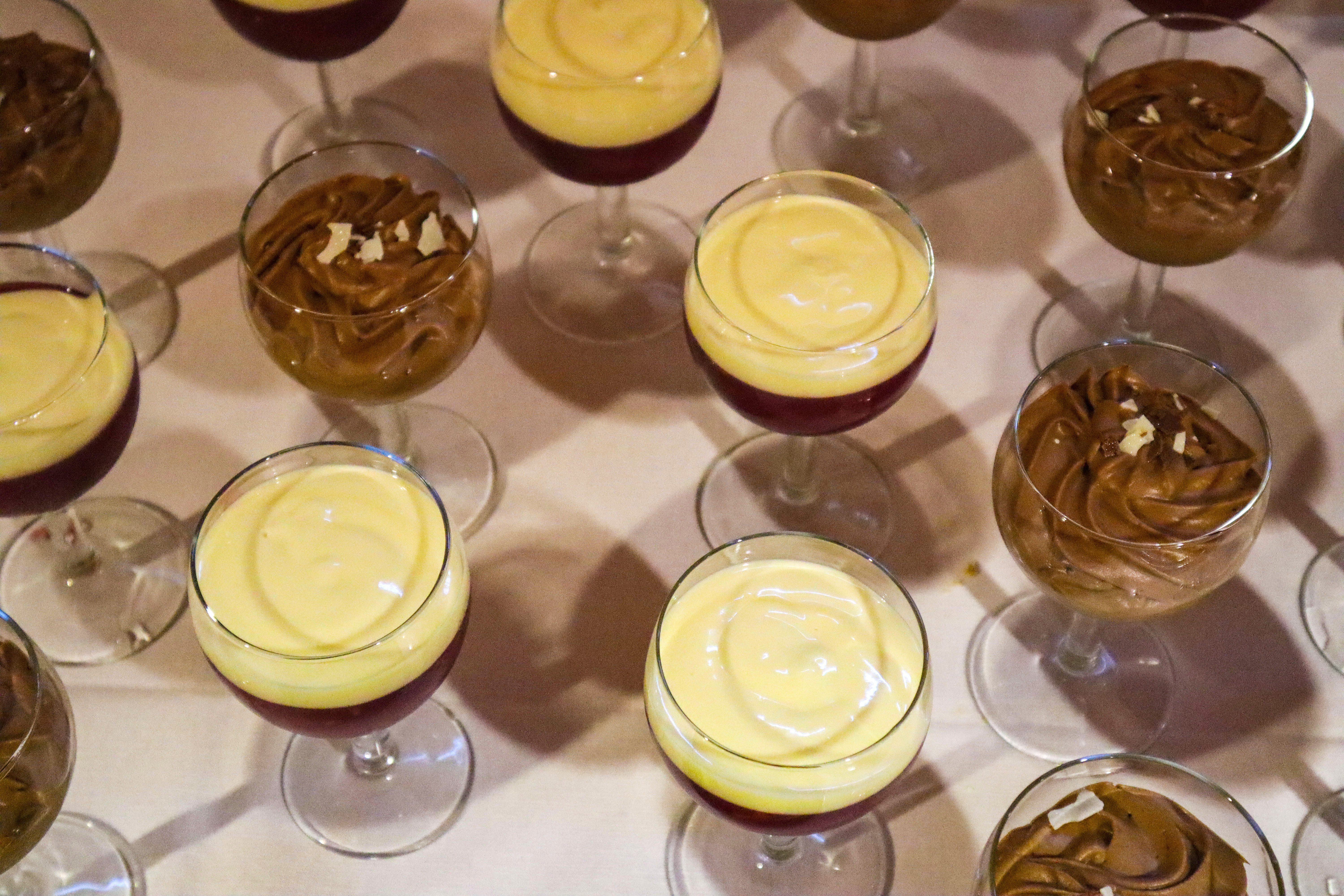
Vanille- en chocoladepudding

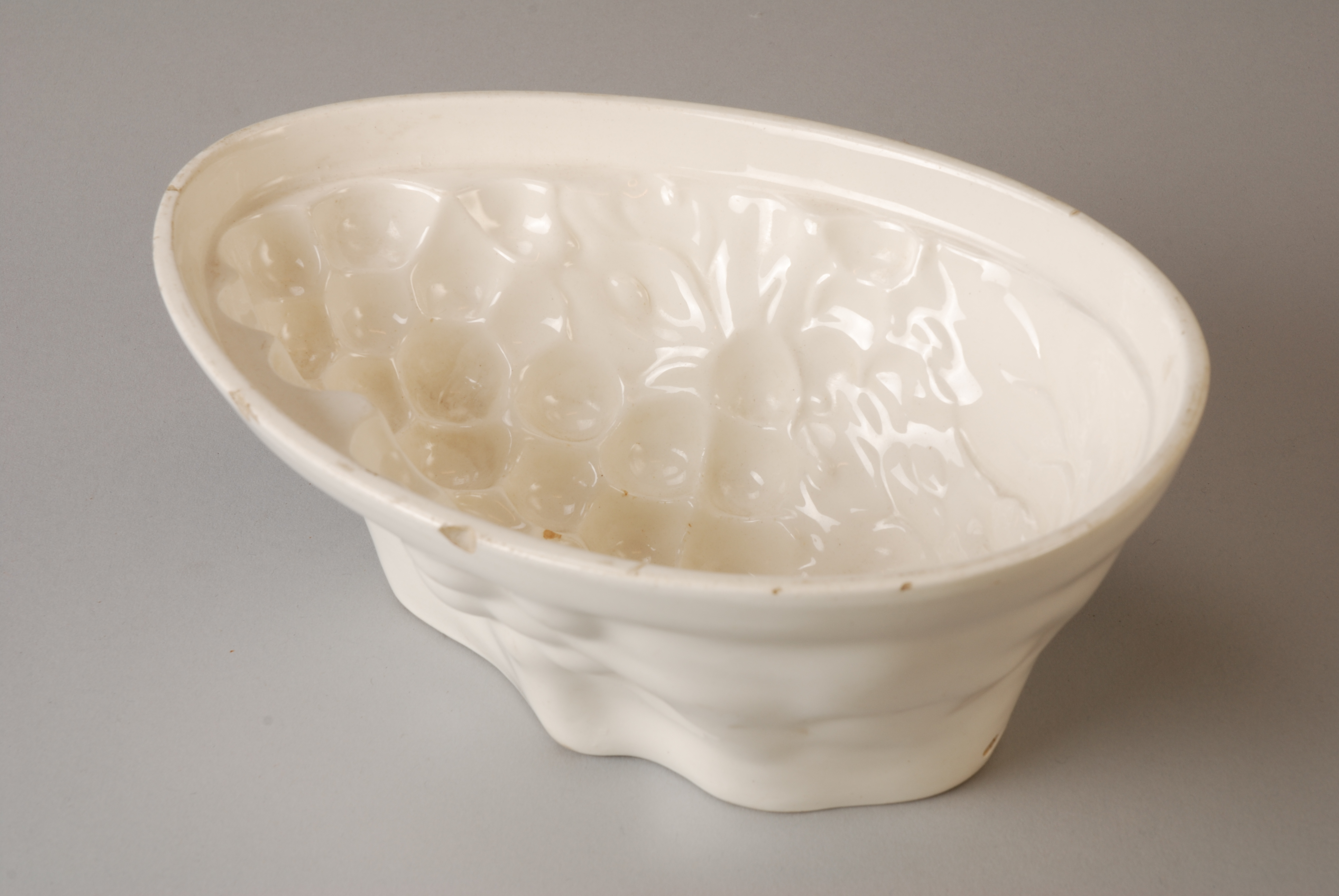
Puddingvorm

Pudding is een (meestal zoet) nagerecht. Het wordt bereid op basis van melk of gebonden met zetmeelproducten zoals maïzena, eventueel aangevuld met een eiwit als geleermiddel zoals eieren, custard, custardpoeder of gelatine. Daarbij wordt meestal een puddingvorm gebruikt. 

## Etymologie
Het woord pudding komt uit het Engels en is wellicht verder te herleiden tot het Franse boudin, dat weer afstamt van het Latijnse botellus, wat "kleine worst" betekent. Dit verwijst naar het vlees dat er in de middeleeuwse puddingen zat. Maar pudding had destijds een veel ruimere betekenis dan nu. In de Engelse taal is dit nog steeds het geval (zoals blodpudding). Daar kan het ook op pasteitjes of in het algemeen een nagerecht slaan.

## Warme vs. koude pudding
Er bestaan warme en koude puddingen. De warme soort wordt vaak gebonden met een zetmeel-substantie zoals tarwena of maïzena, al dan niet in combinatie met eieren (soms ook met alleen eieren). De koude soort wordt vaak gebonden met agaragar (een zeewier) of gelatine. Er zijn nog veel meer geschikte koude bindmiddelen, maar deze zijn vaak niet in de winkel te verkrijgen.
Bij de warme puddingen is het vaak nodig om de smaakmakers (bijvoorbeeld amandelen) mee te trekken in een warme vloeistof zoals melk. Bij de koude soort worden vaak verse vruchtenpuree of zelfgemaakte chocoladepasta's toegevoegd. Vaak zijn de koude soorten op basis van geslagen room of gele room (ook wel banketbakkersroom genoemd).

## Varianten
- Christmas pudding is een traditioneel kerstdessert in veel Engelstalige landen.
- Chipolatapudding is een bekende pudding met stukjes fruit.
- Griesmeelpudding